# Welsh Open
Welsh Open je pozvánkový snookerový turnaj pořádaný Světovou asociací profesionálního billiardu a snookeru. Původní název turnaje zněl "Regal Welsh Open" a nahradil dřívější turnaj Welsh Professional Championship, který začal v roce 1980 a mohli na něm hrát jen velšští hráči. Jako bodovaný profesionální turnaj se poprvé hrál v sezóně 1991/1992. Tento turnaj se každoročně až do roku 2015 odehrával v Newportu, třetím největším městě Walesu, od tohoto ročníku poté v Cardiffu, což je hlavní město tohoto státu. Úřadujícím šampiónem je John Higgins.

## Vítězové Welsh Open
| Rok              | Vítěz             | Poražený          | Skóre            | Sezóna           |
| Regal Welsh Open | Regal Welsh Open  | Regal Welsh Open  | Regal Welsh Open | Regal Welsh Open |
| ---------------- | ----------------- | ----------------- | ---------------- | ---------------- |
| 1992             | Stephen Hendry    | Darren Morgan     | 9-3              | 1991/92          |
| 1993             | Ken Doherty       | Alan McManus      | 9-7              | 1992/93          |
| 1994             | Steve Davis       | Alan McManus      | 9-6              | 1993/94          |
| 1995             | Steve Davis       | John Higgins      | 9-3              | 1994/95          |
| 1996             | Mark Williams     | John Parrott      | 9-3              | 1995/96          |
| 1997             | Stephen Hendry    | Mark King         | 9-2              | 1996/97          |
| 1998             | Paul Hunter       | John Higgins      | 9-5              | 1997/98          |
| 1999             | Mark Williams     | Stephen Hendry    | 9-8              | 1998/99          |
| 2000             | John Higgins      | Stephen Lee       | 9-8              | 1999/00          |
| 2001             | Ken Doherty       | Paul Hunter       | 9-2              | 2000/01          |
| 2002             | Paul Hunter       | Ken Doherty       | 9-7              | 2001/02          |
| 2003             | Stephen Hendry    | Mark Williams     | 9-5              | 2002/03          |
| Welsh Open       |                   |                   |                  |                  |
| 2004             | Ronnie O'Sullivan | Steve Davis       | 9-8              | 2003/04          |
| 2005             | Ronnie O'Sullivan | Stephen Hendry    | 9-8              | 2004/05          |
| 2006             | Stephen Lee       | Shaun Murphy      | 9-4              | 2005/06          |
| 2007             | Neil Robertson    | Andrew Higginson  | 9-8              | 2006/07          |
| 2008             | Mark Selby        | Ronnie O'Sullivan | 9-8              | 2007/08          |
| 2009             | Ali Carter        | Joe Swail         | 9-5              | 2008/09          |
| 2010             | John Higgins      | Ali Carter        | 9-4              | 2009/10          |
| 2011             | John Higgins      | Stephen Maguire   | 9-6              | 2010/11          |
| 2012             | Ding Junhui       | Mark Selby        | 9-6              | 2011/12          |
| 2013             | Stephen Maguire   | Stuart Bingham    | 9-8              | 2012/13          |
| 2014             | Ronnie O'Sullivan | Ding Junhui       | 9-3              | 2013/14          |
| 2015             | John Higgins      | Ben Woollaston    | 9-3              | 2014/15          |
| 2016             | Ronnie O'Sullivan | Neil Robertson    | 9-5              | 2015/16          |
| 2017             | Stuart Bingham    | Judd Trump        | 9-8              | 2016/17          |
| 2018             | John Higgins      | Barry Hawkins     | 9-7              | 2017/18          |
| 2019             | Neil Robertson    | Stuart Bingham    | 9-7              | 2018/19          |